# Sister of Night
Sister of Night este o piesă a formației britanice Depeche Mode. Piesa a apărut pe albumul Ultra, în 1997.